# Hikaru Sulu
Hikaru Sulu egy Csillagflotta-tiszt az első Star Trek-sorozatban és az első hat Star Trek filmben, továbbá vendégszereplőként feltűnik a Star Trek: Voyager Flashback című epizódjában is. George Takei alakítja.

## Háttere
A Star Trek IV: A hazatérésben hallható beszélgetés alapján Sulu San Franciscóban született. A sorozat alatt kiderül róla, hogy több hobbija is van, mint például a botanika, a horgászat, és érdeklődik a régi fegyverek iránt.
A Star Trek-sorozatban hadnagyi rangban szolgáló kormányos, a Star Trek: Csillagösvény című filmre már előléptették parancsnokhelyettessé, a Star Trek II: Khan haragjában pedig már parancsnok. A Star Trek VI: A nem ismert tartományban a USS Excelsior kapitánya.
A Star Trek: Nemzedékek című filmben lánya, Demora Sulu is szerepel.
Sulunak a sorozatban és az első öt filmben csak a vezetéknevét említik. Keresztneve, a Hikaru Vonda N. McIntyre The Entropy Effect című regényében tűnik fel először (magyarul Az Enterprise elindul címen jelent meg); Muraszaki Sikibu japán írónő Gendzsi szerelmei című regényéből származik, jelentése: „fénylő”. Mivel a Star Trek-szereplőkről számos regény született, és ezek némelyike egymásnak is ellentmond, a regények eseményei a sorozat szempontjából nem számítanak „hivatalosnak”, így sokáig Sulu keresztneve sem volt az; végül a 6. mozifilmben tették hivatalossá, amikor megemlítették Sulu teljes nevét.
Maga a Sulu név nem is japán; a japán nyelv nem tartalmazza az l hangot. Roddenberry az ázsiai Sulu-tenger nevét adta a szereplőnek, aki szándékai szerint egész Ázsiát képviselte a Star Trekben. A sorozat japán szinkronjában a nevet megváltoztatták egy igazi japán névre.
Sulu más sorozatokban is szerepelt a Star Trek-en kívül. Egyszer a Már megint malcolm sorozatban is szerepelt, mert Hal születésnapja volt és Sulut hívta el vendégnek. A Sulut játszó George Takei a Hősök című sorozatban is felbukkant, ahol a Star Trekre való utalásként az autójának rendszáma NCC-1701 volt.

## Flashback
A Star Trek 30. évfordulója alkalmából a Star Trek: Voyager „Flashback” című epizódjában is feltűnik, mint vendégszereplő, amiben is Tuvok visszaemlékezik arra az időre, amikor a USS Excelsioron szolgált Sulu parancsnoksága alatt

## Rangja
- Az eredeti sorozatban és a rajzfilmsorozatban hadnagy, az Enterprise kormányosa
- Az I. mozifilmben parancsnok-helyettes, az Enterprise kormányosa
- A II.-V. mozifilmekben parancsnok, az Enterprise, majd az Enterprise-A kormányosa
- A VI. mozifilmben és a Voyager "Flashback" c. epizódjában kapitány, az Excelsior parancsnoka